# Josep Presno i Garriga
Josep Presno i Garriga (Barcelona, 1855 - idem. 1899), fou dibuixant pintor i gravador català.
Fou alumne de l'Escola de Belles Arts de la seva ciutat natal, distingint-se des dels primers anys per la seva facilitat a dissenyar tota mena d'objectes, especialment els que representaven algun tema sumptuari o arqueològic. Va produir nombrosos dissenys i projectes d'obres d'orfebreria i argenteria de caràcter litúrgic per als tallers dels germans Torruella, tan famosos a la història de l'orfebreria barcelonina del segle xix.
Entre les seves obres cal recordar la credença de plata forjada existent a la catedral de Barcelona, executada als tallers dels seus cosins els Torruella, i projectada per Presno i Garriga en tots els seus detalls: la custòdia monumental del Sagrat Cor de Jesús, de els pares jesuïtes: la d'estil ogival, del temple de Religioses Reparadores; el llum votiu de la Basílica de Nostra Senyora de la Mercè, i altres moltes obres, entre les quals es troba el bàcul regalat al bisbe Morgades i el del bisbe Grau d'Astorga, i un gran nombre de calzes, creus arquebisbals, pectorals, etc...A la Basílica de Montserrat es conserva la corona de Nostra Senyora, que ofrena de la coronació canònica de 1880, i és també projecte de Presno i Garriga.
Al ram de l'orfebreria va produir així mateix obres de caràcter merament sumptuari i decoratiu, com la reproducció en plata de laquarium' de miss Lurline i la gàbia de feres del domador Bidel, amb escultures de Rossend Nobas, el mateix que el cèlebre gerro de plata, amb uns rere lleus que reproduïen en pacient miniatura tots els tinglats i docks del port de Barcelona. Fou inventor i introductor a l'orfebreria barcelonina d'un procediment especial per gravar amb àcids mossegats sobre la plata, executant així el famós disc que l'Associació Catalanista d'Excursions Científiques el 1879 va regalar per premi del certamen en honor del poeta Vicent Garcia Rector de Vallfogona.
Va projectar i dibuixar molts models per a obres litogràfiques i moltíssims per a tallers de rajola, reproduint i adaptant amb summa habilitat les obres antigues d'aquesta classe de Manises, Paterna, Talavera de la Reina i Sevilla.
Va deixar diversos estudis a l'oli i especialment a l'aquarel·la, en què va sobresortir notablement.